# La Pedraja de Portillo
La Pedraja de Portillo é um município da Espanha na província de Valladolid, comunidade autónoma de Castela e Leão, de área 56,8 km² com população de 1146 habitantes (2007) e densidade populacional de 19,00 hab/km².

## Demografia
| Variação demográfica do município entre 1991 e 2010 | Variação demográfica do município entre 1991 e 2010 | Variação demográfica do município entre 1991 e 2010 | Variação demográfica do município entre 1991 e 2010 | Variação demográfica do município entre 1991 e 2010 | Variação demográfica do município entre 1991 e 2010 | Variação demográfica do município entre 1991 e 2010 | Variação demográfica do município entre 1991 e 2010 |
| --------------------------------------------------- | --------------------------------------------------- | --------------------------------------------------- | --------------------------------------------------- | --------------------------------------------------- | --------------------------------------------------- | --------------------------------------------------- | --------------------------------------------------- |
| 1991                                                | 1996                                                | 2001                                                | 2004                                                | 2007                                                | 2008                                                | 2009                                                | 2010                                                |
| 1036                                                | 1102                                                | 1137                                                | 1076                                                | 1145                                                | 1167                                                | 1167                                                | 1156                                                |